# Penhaligon's
Penhaligon's es una perfumería británica. Fue fundada a fines de los años 1860 por William Henry Penhaligon, un barbero que se trasladó a Londres y se convirtió en barbero de la Corte Real y perfumista de la Reina Victoria. La tienda original estaba ubicada en Jermyn Street. El edificio donde se encontraba fue destruido durante el Blitz en 1941. Una nueva tienda de Penhaligon's fue abierta en 1975 en Covent Garden por la diseñadora de modas Sheila Pickles, con la ayuda del director de cine italiano Franco Zeffirelli. Pickles continuó con las fórmulas creadas por William Penhaligon, y también introdujo una serie de esencias florales tradicionales para mujer, destacando la denominada Bluebell, la cual sigue siendo un éxito de ventas en la actualidad.
Actualmente Penhaligon's es proveedor de la Corte Real mediante una Autorización Real ("Royal Warrant").

## Información de la empresa
Penhaligon's actualmente pertenece a Cradle Holdings Inc, la cual también posee la perfumería francesa L'Artisan Parfumeur. Cradle a su vez pertenece al grupo financiero estadounidense Fox Paine. Hacia enero de 2005 las ventas anuales alcanzaban los 10,7 millones de libras esterlinas. En 2007 las ventas estimadas de Penhaligon's rondaban los 30 a 40 millones de libras.

## Tiendas
Además de la tienda principal en Covent Garden, se han instalado otras tiendas de Penhaligon's en Londres, Edimburgo, Windsor y Chester. También existen tiendas en Nueva York (Estados Unidos).

## Productos destacados
- Hammam Bouquet - 1872; la primera esencia de la compañía
- Blenheim Bouquet - 1902; la primera fragancia de la compañía para el Duque de Malborough en el Palacio de Blenheim
- English Fern - 1910
- Douro - 1911
- Lily of the Valley - 1976
- Violetta - 1976
- Bluebell - 1978
- Victorian Posy - 1979
- Elisabethan Rose - 1984
- Racquets - 1989
- Cornnubia - 1991
- Quercus - 1996
- Castile - 1998
- LP No.9 for ladies - 1998
- LP No.9 for men - 1999
- Artemisia - 2002
- Endymion - 2003
- Malabah - 2003
- Lavandula - 2004
- Ellenisia - 2005
- Opus - 2005
- Lily & Spice - 2007
- Elixir - 2008
- Amaranthine - 2009